# Jon Agirre
Jon Agirre Egaña (Zumaia, Espanha, 10 de setembro de 1997) é um ciclista espanhol da equipa Kern Pharma. Deu-se a conhecer no Tour do Avenir de 2019.

## Trajetória

### Amador
Em 2018 incorporou-se à equipa amador Baqué-Ideus-BH, e a sua primeira vitória conseguiu-a no XVI Prêmio Ereño. Deu a surpresa no Tour de l'Avenir de 2019, onde acabou no posto 22.º da classificação geral e se levou a camisola da montanha.

### Ciclismo profissional
Em 2020 alinhou pela equipa Kern Pharma de categoria continental.